# Place Bassompierre
Pour les articles homonymes, voir Bassompierre.
La place Bassompierre est l'une des principales places de la ville de Saintes, dans le département français de la Charente-Maritime.
Elle doit son nom à Louis de Bassompierre (1610-1676), évêque de Saintes de 1647 à 1676.

## Présentation
La place Bassompierre est aménagée à partir de 1843, alors que la ville entame son expansion sur la rive droite du fleuve (percement de la future avenue Gambetta, démolition du pont romain et démontage de l'arc de Germanicus).
Elle se présente comme une esplanade rectangulaire limitée par l'avenue Gambetta (l'un des axes majeurs du centre-ville de Saintes), par les quais de Charente (espace partiellement couvert de gazon descendant vers le fleuve) et par l'esplanade André Malraux, laquelle donne accès au jardin public Fernand Chapsal, à la passerelle piétonne (accès au centre historique) et au musée archéologique. Sur son flanc ouest, la place est bordée d'immeubles anciens datant pour la plupart de la période du Second Empire. Une double rangée d'arbres délimite un espace central où se tiennent certaines cérémonies militaires (présentation au drapeau, défilés) ainsi que des manifestations musicales et folkloriques.
Les principaux monuments qui ornent la place sont l'arc de Germanicus (autrefois intégré au pont romain, il doit à Prosper Mérimée d'avoir été patiemment démonté et reconstruit à son emplacement actuel). Comptant parmi les symboles de Saintes, cet arc votif datant du Ier siècle est dédié à l'empereur Tibère, à son fils Drusus et à son neveu et fils adoptif Germanicus.
À l'opposé, la statue de Bernard Palissy orne la place depuis 1868. Œuvre du sculpteur Ferdinand Taluet, elle rend hommage au découvreur des « Rustiques figulines » (émaux), lequel s'établit à Saintes à partir de 1539.
Longtemps occupée par un parking, la place Bassompierre est réaménagée en profondeur au début de l'année 2009. Rendue aux piétons, elle accueille des manifestations ponctuelles (concerts, marché de noël). Elle est partiellement occupée par des terrasses de cafés durant les beaux-jours. Depuis le 1er juillet 2009, deux antennes Wi-Fi y ont été installées, permettant aux internautes de se connecter gratuitement jusqu'à deux heures par jour.
Au mois d'octobre 2009, un carrousel a été mis en service sur la place. Ce manège datant de 1881 (auparavant exploité en saison par la municipalité de Saint-Palais-sur-Mer) doit rester en place à l'année et permettre de valoriser un peu plus cet espace.